# Lez Zeppelin
Lez Zeppelin est un tribute band féminin de rock américain, originaire New York. Il rend hommage au groupe Led Zeppelin en reprenant l'ensemble de son œuvre. Formé en 2004, ses membres sont Sarah McLellan au chant (rôle de Robert Plant), Steph Paynes (guitare, en lieu et place de Jimmy Page), Helen Destroy (batterie) au rôle de John Bonham, Lisa Brigantino à la guitare basse, mandoline et synthé (John Paul Jones). Leur premier album sort en juillet 2007, en collaboration avec Eddie Kramer.

## Biographie
Dans un article paru en juin 2005 dans le SPIN Magazine, Chuck Klosterman décrit Lez Zeppelin comme principal protagoniste dans une marée de tribute bands de hard rock féminins. Il considère Lez Zeppelin comme « le groupe féminin le plus puissant de l'histoire du rock » et considère l'ascension de groupes comme Lez Zeppelin comme « une sorte de phénomène multi-culturel. » Les histoires du groupe sont répertoriées dans The Times, dans lesquelles les journalistes qualifient le groupe de meilleur jamais vu selon Reuters et CNN.com.
Après une tournée US et en Europe, le groupe publie en avril 2007 son premier album, Lez Zeppelin, qui est produit par Eddie Kramer, ancien ingénieur-son de plusieurs albums de Led Zeppelin. À la veille de cette sortie, le groupe est invité à plusieurs festivals comme le Download Festival au Royaume-Uni, les Rock am Ring et Rock im Park en Allemagne et le Voodoo Festival à La Nouvelle-Orléans.
Une annonce en février 2008 selon laquelle Led Zeppelin se produirait au Bonnaroo Festival se révèle incorrecte, car c'est en réalité Lez Zeppelin qui y jouera. En 2008, le groupe continue de tourner aux US et visite le Japon à la fin de l'année. En mars 2009, Lez Zeppelin joue un concert à Mumbai. En 2010, les musiciennes partent d'enregistrer un second album intitulé Lez Zeppelin I, qui sort la même année.
Le groupe est attendu pour le Rock the Rio Festival au début de l'année 2018.

## Membres
- Steph Paynes - guitares, chœurs, guitare acoustique, theremin
- Leesa Harrington-Squyres - batterie, chœurs, gong
- Megan Thomas - basse, chœurs, mandoline, claviers
- Marlain Angelides - chant, tambourine

## Discographie
- 2007 : Lez Zeppelin
- 2010 : Lez Zeppelin I